# Eumenes leptogaster
Eumenes leptogaster är en stekelart som beskrevs av Walker. Eumenes leptogaster ingår i släktet krukmakargetingar, och familjen Eumenidae. Inga underarter finns listade i Catalogue of Life.